# Ytterlännäs församling
Ytterlännäs församling är en församling i Kramfors pastorat i Ådalens kontrakt i Härnösands stift. Församlingen ligger i Kramfors kommun i Västernorrlands län.

## Administrativ historik
Församlingen har medeltida ursprung. 
Församlingen utgjorde tidigt ett eget pastorat för att därefter åtminstone från 1400-talet till1 maj 1902 vara annexförsamling i pastoratet Torsåker, Ytterlännäs och Dal. Från 1 maj 1902 till 1962 utgjorde församlingen ett eget pastorat. Från 1962 till 2002 moderförsamling i pastoratet Ytterlännäs, Torsåker och Dal. Församlingen var från 2002 en församling i Ådalsbygdens pastorat och ingår från 2018 i Kramfors pastorat.

## Kyrkoherdar
| 1903–1922 | Frans Abraham Blix | 1846– |  |

## Kyrkor

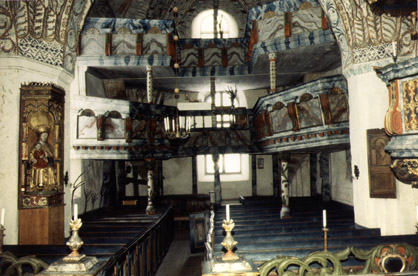
Ytterlännäs gamla kyrka

- Ytterlännäs gamla kyrka
- Ytterlännäs nya kyrka